# Fluorène
Le fluorène ou 9H-fluorène est un composé chimique de la famille des hydrocarbures aromatiques polycycliques (HAP). Il se présente sous la forme de cristaux blancs, dégageant une odeur proche de celle du naphtalène.
Contrairement à ce que son nom pourrait laisser supposer, cette molécule n'a rien à voir avec l'élément chimique fluor dont elle est dépourvue. Le nom de fluorène provient du fait que sous lumière ultraviolette (UV), le composé émet une lumière violette par fluorescence.

## Propriétés
Le fluorène est presque insoluble dans l'eau, mais soluble dans le benzène et l'éther. Les deux atomes d'hydrogène en position 9 sont acides, avec un pKA de 22,6 dans le DMSO. La réaction d'une base avec le fluorène donne donc un anion aromatique (de couleur orange très prononcée) très nucléophile. L'anion du fluorène est utilisé de façon similaire à celui du cyclopentadiène ou de l'indène comme ligand en chimie organométallique.

## Occurrence
Le fluorène est naturellement présent dans le goudron, plus précisément dans les fractions à haute température d'ébullition. Il est obtenu par distillation de ces fractions. On le trouve aussi en faible quantité, avec d'autres hydrocarbures polycycliques, dans les produits de chauffage ou de combustion en manque d'oxygène de substances organiques. On en trouve aussi des traces dans la combustion de l'essence ou du diesel.

## Utilisations
Le fluorène est utilisé pour fabriquer des matières plastiques, des colorants et des pesticides.
Il est utilisé pour synthétiser la fluorénone, le fluorénol et le fluorène-9-méthanol
Le groupe fluorénylméthoxycarbonyle (Fmoc) est un groupe protecteur, utilisé dans la synthèse peptidique pour protéger les fonctions amines.

Le polyflurorène est utilisé comme luminophore dans les diodes électroluminescentes organiques (O-LED). Les copolymères de fluorène sont aussi étudiés pour la fabrication de cellules photovoltaïques.